# Rjongnamszan Sportegyesület
A Rjongnamszan Sportegyesület (hangul: 룡남산체육단, Rjongnamszan cshejuktan, handzsa: 龍南山體育團, RR: Ryongnamsan cheyuktan) Észak-Korea egyik sportegyesülete. Székhelye Phenjan.
A labdarúgás mellett kézilabda szakosztálya is van.